# Sebestyén Csaba
Sebestyén Csaba (Budapest, 1961. február 13.) magyar balettművész, balettmester, koreográfus, egyetemi tanár.

## Életpályája
Szülei: Sebestyén Béla és Turza Margit. 1971-1980 között az Állami Balettintézet diákja volt, ahol Forgách József tanította. 1980-1991 között a Győri Balett szólistája volt, ahol Markó Iván asszisztense is volt. 1983-1991 között a Győri Balett Művészeti Szakközépiskola oktatója volt. 1991-1992 között a Madách Színház tánckarának vezetője volt. 1992 óta zenés és prózai darabok koreográfusa, valamint a Színház- és Filmművészeti Főiskola tanára. 1992-1995 között a Közép-Európa Táncszínház tánckarvezető balettmestere volt. 1993 óta a Magyar Táncművészeti Főiskola balettmestere, docense. 1995 óta a Budapesti Operettszínház balettmestere. 1996-1998 között a Magyar Táncművészeti Főiskola táncpedagógus szakán tanult. 2005-2007 között a Színház- és Filmművészeti Egyetem koreográfus szakán tanult, ahol Csiszár Imre oktatta.
Pályája során olyan rendezőkkel és színészekkel dolgozott együtt, mint például: Vámos László, Nagy Viktor, Garas Dezső, Iglódi István, Bodrogi Gyula, Tordy Géza, Bujtor István, Kozák András, Málnay Levente, Koltai Róbert, Vidnyánszky Attila, Telihay Péter, Halasi Imre, Bodolay Géza, Csizmadia Tibor, Méhes László, Ács János, Radó Denise, Balázs Péter, Dunai Tamás, Piros Ildikó, Kovács István és Zubornyák Zoltán.

## Színházi munkái
A Színházi Adattárban regisztrált bemutatóinak száma: színészként: 3; koreográfusként: 71.

### Színészként
- Csajkovszkij: Pikk dáma....Táncos
- Strauss: Egy éj Velencében....Giovanni
- Péreli Gabriella: Roncsderby....

### Koreográfusként
| - Presser Gábor: Képzelt riport egy amerikai popfesztiválról (1993, 1999) - Weöres Sándor: Psyché megidézése (1993) - MacDermot: Veronai fiúk (1993) - Füst Milán: Negyedik Henrik király (1994) - Zerkovits Béla: Csókos asszony (1994, 2009) - William Shakespeare: Vízkereszt, vagy amit akartok, avagy nem a ruha teszi... (1995) - Schwartz: Godspell (1995) - Hubay Miklós: A cethal hátán (1995) - Leigh: La Mancha lovagja (1995, 2010) - Szép Ernő: Lila ákác (1995) - Mikszáth Kálmán: Szent Péter esernyőja (1996) - William Shakespeare: Romeo és Júlia (1996) - Csiky Gergely: A nagymama (1996-1997) - Békeffy István: A régi nyár (1996) - Eisemann Mihály: Fekete Péter (1996) - Nestroy-Heltai: Lumpáciusz Vagabundusz vagy a három jómadár (1996) - Madách Imre: Az ember tragédiája (1997) - Kálmán Imre: A montmartre-i ibolya (1997, 2008) - Lehár Ferenc: Luxemburg grófja (1997, 2006) - Csehov: Apátlanul (1997) - Herczeg Ferenc: Majomszínház (1998-1999) - Weiss: Jean Paul Marat üldöztetése és meggyilkolása, ahogy a charentoni elmegyógyintézet színjátszói előadják De Sade úr betanításában (1998) - Jókai Mór: A kőszívű ember fiai (1998) - Kreisler: Lola Blau (1998) - Menken: Rémségek csöpp kis boltja (1998) - William Shakespeare: Szentivánéji álom (1998) - Szabó Magda: Régimódi történet (1999) - Herzberg: A hiúz (1999) - Presser Gábor: Jó estét nyár, jó estét szerelem (1999) - Eisemann Mihály: XIV. René (1999) | - Hubay Miklós: Hová lett a Rózsa lelke? (Nizsinszki) (1999) - Szörényi Levente: István, a király (2000) - Polgár Tibor: Kérők (2000) - Ábrahám Pál: 3:1 a szerelem javára (2001) - Vadnay László: A csúnya lány (2001) - Eisemann Mihály: Tokaji aszú (2002) - Vajda Katalin: Anconai szerelmesek (2002) - Bizet: Carmen (2002) - Kálmán Imre: Csárdáskirálynő (2002) - Hervé: Nebáncsvirág (2003, 2005) - Barillet-Grédy: A kaktusz virága (2003) - Herman-Poiret: Őrült nők ketrece (2004, 2008) - Gyárfás Miklós: Tanulmány a nőkről (2006) - Huszka Jenő: Bob herceg (2007) - Kálmán Imre: Zsuzsi kisasszony (2007) - Bart: Oliver (2007) - Eisemann Mihály: Én és a kisöcsém (2008, 2011) - Parti Nagy Lajos: Ibusár (2009) - Nóti Károly: Hyppolit, a lakáj (2010) - Kacsoh Pongrác: János vitéz (2010) - Péreli Gabriella: Roncsderby (2010) - Maugham: Imádok férjhez menni (2011) - Grimm: Hófehérke avagy a Varázstükör krónikái (2012) - Kálmán Imre: Cirkuszhercegnő (2012) - Grimm: Holle anyó (2012) |

## Díjai, kitüntetései
- KISZ-díj (1983)
- Kisosz-díj (1988)
- A Magyar Köztársaság Ezüst Érdemkeresztje (2003)